# Jean-Paul Carteron
Jean-Paul Carteron, švicarsko-francoski humanist, * 31. julij 1946, Antony, Francija.
Carteron je ustanovil Crans Montana Forum.

## Odlikovanja in nagrade
Leta 1997 je prejel častni znak svobode Republike Slovenije z naslednjo utemeljitvijo: »za prizadevanja in osebni prispevek pri mednarodnem uveljavljanju Republike Slovenije«.